# Giuseppe Ettore Viganò
Giuseppe Ettore Viganò (Tradate, 27 avril 1843 - Florence, 8 août 1933) est un général et homme politique italien.

## Biographie
Il est né en 1843 à Tradate, dans la province de Côme.
Il a été garibaldien en 1860 et 1866, combattant dans toutes les campagnes d'Érythrée.
Il a été vice-gouverneur de l'Érythrée en 1897, ministre de la Guerre du royaume d'Italie dans la première partie du gouvernement Giolitti III et directeur de l'Istituto Geografico Militare, ainsi que sénateur du Royaume dans plusieurs législatures.
Le 24 septembre 1906, il épouse Ernestina Dal Cò, enseignante et ancienne directrice de la Scuola Normale Femminile "Carlo Tenca" .
Mais l'âge et les maladies physiques, s'ils l'ont éloigné de l'Assemblée, au sein de laquelle il a traité les problèmes militaires pendant de nombreuses années avec une compétence admirable, n'ont pas affaibli l'enthousiasme ni l'esprit du vieux soldat, comme il l'a démontré avec son livre de mémoires, plein de l'esprit immortel du Risorgimento, un livre auquel le nom d'Ettore Viganò restera durablement et noblement recommandé.
Il décède à Florence le 8 août 1933 à l'âge de 90 ans.

### Carrière militaires
- Sous-lieutenant (sottotenente) : 5 octobre 1862
- Lieutenant (tenente) : 13 août 1865
- Capitaine (capitano) : 9 décembre 1872
- Major (maggiore) : 27 mars 1879
- Lieutenant Colonel (tenente colonnello) : 9 décembre 1883
- Colonel (colonnello) : 8 avril 1888
- Général de division (maggiore generale) : 22 décembre 1895
- Lieutenant-général (tenente generale) : 20 janvier 1901

### Fonctions politiques et administratives
- Vice-gouverneur de la colonie érythréenne (28 août 1896)
- Gouverneur de la colonie érythréenne (18 avril-30 novembre 1897)

### Postes et titres
- Chef d'état-major du quartier général du commandement des troupes en Afrique (6 novembre 1887-23 mai 1888)
- Directeur adjoint de l'Institut de géographie militaire (2 avril 1891-24 décembre 1893)
- Directeur de l'Institut de géographie militaire (9 décembre 1897-26 janvier 1902)
- Commandant en second de l'École des sous-officiers (24 décembre 1893-2 octobre 1895)
- Représentant du ministère de la Guerre au Conseil supérieur des travaux géodésiques (14 mai 1891-27 mai 1894)
- Membre de la Commission géodésique italienne (23 avril 1898-février 1902)
- Membre de la Société italienne de géographie (1904)

## Décorations
- Chevalier de grand-croix décoré du grand cordon de l'ordre des Saints-Maurice-et-Lazare
- Officier de l'ordre militaire de Savoie
- Chevalier grand-croix décoré du grand cordon de l'ordre de la Couronne d'Italie
- Médaille du Mérite mauricienne de 10 années de carrière militaire
- Médaille commémorative des campagnes d'Afrique
- Médaille commémorative de l'unification de l'Italie (2 barettes)
- Croix militaire en or pour ancienneté de service (40 ans)

## Sources
- (it) Cet article est partiellement ou en totalité issu de l’article de Wikipédia en italien intitulé « Giuseppe Ettore Viganò » (voir la liste des auteurs).